# 伊本·伯格斯坦
伊本·伯格斯坦（丹麥語：Iben Bergstein，1995年5月20日—），丹麥女子羽毛球運動員。

## 簡歷
2014年4月，伊本·伯格斯坦出戰克羅地亞羽毛球國際賽，與路易丝·塞爱尔森合作赢得女子雙打比賽亞軍。

## 主要比賽成績
只列出曾進入準決賽的國際賽事成績：
| 年份   | 賽事                 | 公開賽級別 | 項目     | 拍檔                  | 成績   |
| ------ | -------------------- | ---------- | -------- | --------------------- | ------ |
| 2014年 | 克羅地亞羽毛球國際賽 | 國際系列賽 | 女子雙打 | 路易丝·塞爱尔森       | 亞軍   |
| 2015年 | 荷蘭羽毛球國際賽     | 國際系列賽 | 女子雙打 | 莱恩·弗莱舍·尼尔森    | 準決賽 |
| 2016年 | 比利時羽毛球國際賽   | 國際挑戰賽 | 女子單打 | －                    | 準決賽 |
| 2018年 | 克羅地亞羽毛球國際賽 | 未來系列賽 | 女子單打 | －                    | 亞軍   |
| 2018年 | 拉脫維亞羽毛球國際賽 | 未來系列賽 | 混合雙打 | 埃米尔·劳里岑         | 亞軍   |
| 2019年 | 克羅地亞羽毛球國際賽 | 未來系列賽 | 混合雙打 | 埃米尔·劳里岑         | 冠軍   |
| 2019年 | 德國羽毛球國際賽     | 未來系列賽 | 女子單打 | －                    | 亞軍   |
| 2019年 | 德國羽毛球國際賽     | 未來系列賽 | 混合雙打 | 埃米尔·劳里岑         | 亞軍   |
| 2019年 | 比利時羽毛球國際賽   | 國際挑戰賽 | 混合雙打 | 埃米尔·劳里岑         | 準決賽 |
| 2021年 | 葡萄牙羽毛球國際賽   | 國際系列賽 | 混合雙打 | 埃米尔·劳里岑         | 準決賽 |
| 2022年 | 瑞典羽毛球公開賽     | 國際系列賽 | 女子雙打 | Ann-Sofie Husher Ruus | 準決賽 |
| 2022年 | 愛爾蘭羽毛球公開賽   | 國際挑戰賽 | 混合雙打 | 安德烈亚斯·桑德高     | 亞軍   |
| 2023年 | 葡萄牙羽毛球國際賽   | 國際系列賽 | 混合雙打 | 安德烈亚斯·桑德高     | 冠軍   |
| 2023年 | 盧森堡羽毛球公開賽   | 國際系列賽 | 混合雙打 | 安德烈亚斯·桑德高     | 亞軍   |
| 2023年 | 阿布達比羽毛球大師賽 | 超級100賽  | 混合雙打 | 安德烈亞斯·桑德高     | 準決賽 |
| 2024年 | 荷蘭羽毛球國際賽     | 國際系列賽 | 女子雙打 | 伊琳娜·艾米麗·安德森  | 準決賽 |
| 2024年 | 盧森堡羽毛球公開賽   | 國際挑戰賽 | 混合雙打 | Grégoire Deschamp     | 冠軍   |
| 2024年 | 比利時羽毛球國際賽   | 國際挑戰賽 | 混合雙打 | Grégoire Deschamp     | 亞軍   |

| 2007-2017年 | 首要超級賽 | 超級賽 | 黃金大獎賽 | 大獎賽 | 國際挑戰賽 | 國際系列賽 | 未來系列賽 | 其他 |

| 2018-2026年 | 總決賽 | 超級1000賽 | 超級750賽 | 超級500賽 | 超級300賽 | 超級100賽 | 國際挑戰賽 | 國際系列賽 | 未來系列賽 | 其他 |